# Trådagave
Trådagave (Agave filifera) är en suckulent växt i agavesläktet och familjen agaveväxter. Trådagave blir upp till 50 centimeter hög, och de gröna bladen är tjocka vattenreservoarer som kan bli upp till 25 centimeter långa. Bladen är stela, upp till tre centimeter breda och hårda med vitnade kanter, och bildar bladrosetter. Bladkanterna spricker efterhand och bildar en massa fina trådar, och varje blad är försett med en vass, brun tagg i spetsen. Blommorna sitter på en stängel som blir ett par meter hög, men det är dock mycket sällan detta sker hos krukodlade exemplar, men om det ska ske så tar det årtionden innan det finns en chans.
Det vetenskapliga namnet Agave kommer från grekiskans agavos och betyder ädel eller stolt. Filifera betyder bildar trådar eller trådar sig.

## Förekomst
Trådagave härstammar ursprungligen från Mexiko.

## Odling
Trådagave behöver mycket ljus och bör på en solig plats året om. Tack vare de tjocka suckulenta bladen tål den långa perioder av torka. Då bevattning sker bör det vara rikligt så att hela krukan blir genomvattnat, därefter bör den får torta upp ordentligt innan nästa bevattning. Vintertid är en mycket sparsam bevattning att rekommendera. Under växtperioden från vår till höst kan växtnäring ges varje eller varannan vecka, men under vintern ges ingen tillskottsnäring alls. Normal rumstemperatur, det vill säga, runt 20 °C är en temperatur som passar denna växt mycket bra, men under vintertid tål den temperaturer ner till ett par plusgrader, även om en temperatur mellan 5 och 10 °C är nog bäst. Vid så låga temperaturer så bör man ej bevattna mer än ett par gånger under hela vintern. Trådagave kan med fördel placeras utomhus under sommaren, även om den bör skyddas under länge regnperioder mot regnet. Omplantering görs på våren, men ofta kan man låta det gå flera år emellan, men då det sker så bör man blanda i extra sand och Lecakulor i jorden för dräneringens skull.
Trådagave förökas genom att man skiljer eventuella sidoskott från moderplantan, men man låta dem ligga och torka ett par dagar innan man planterar dem i egna krukor.

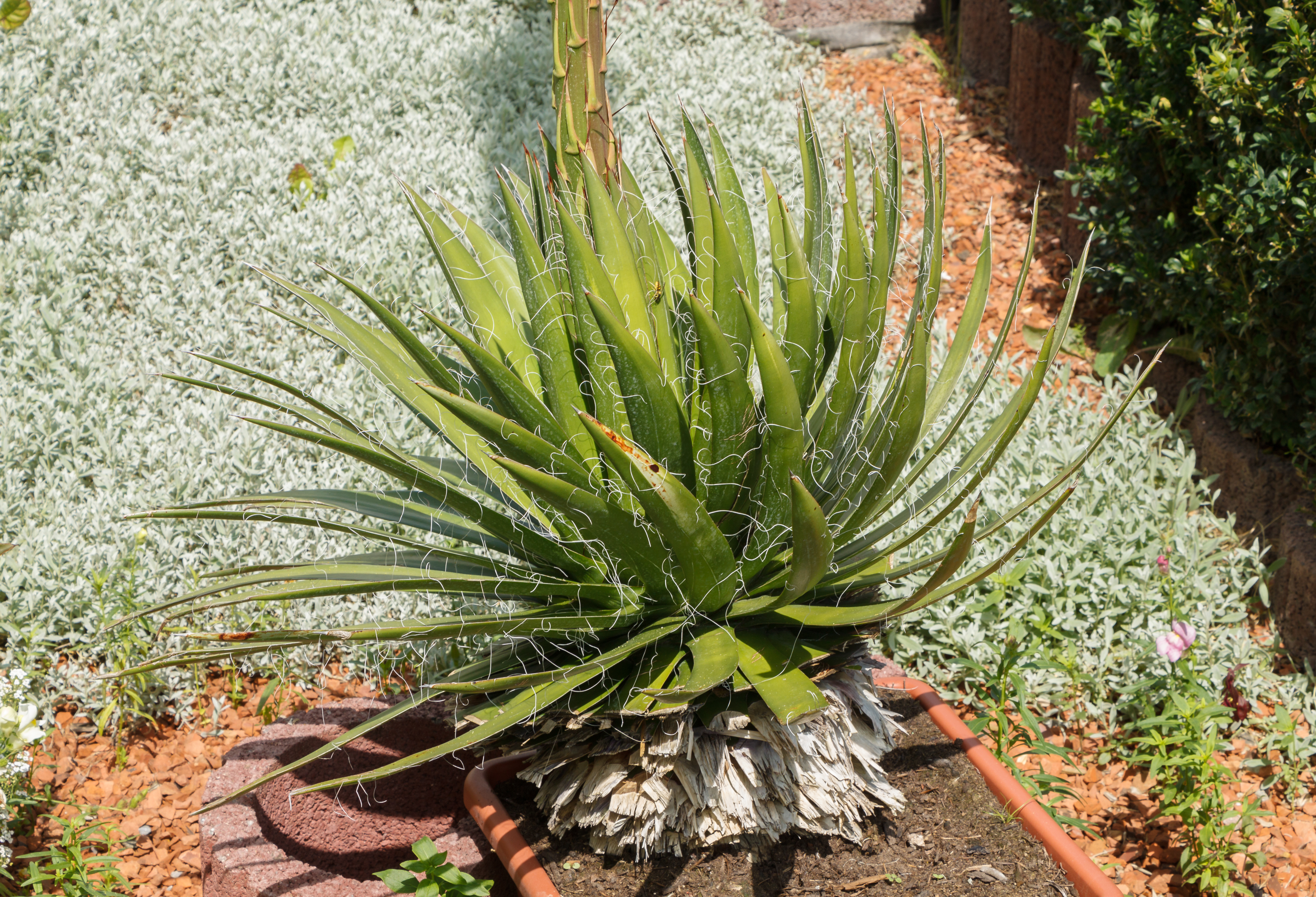
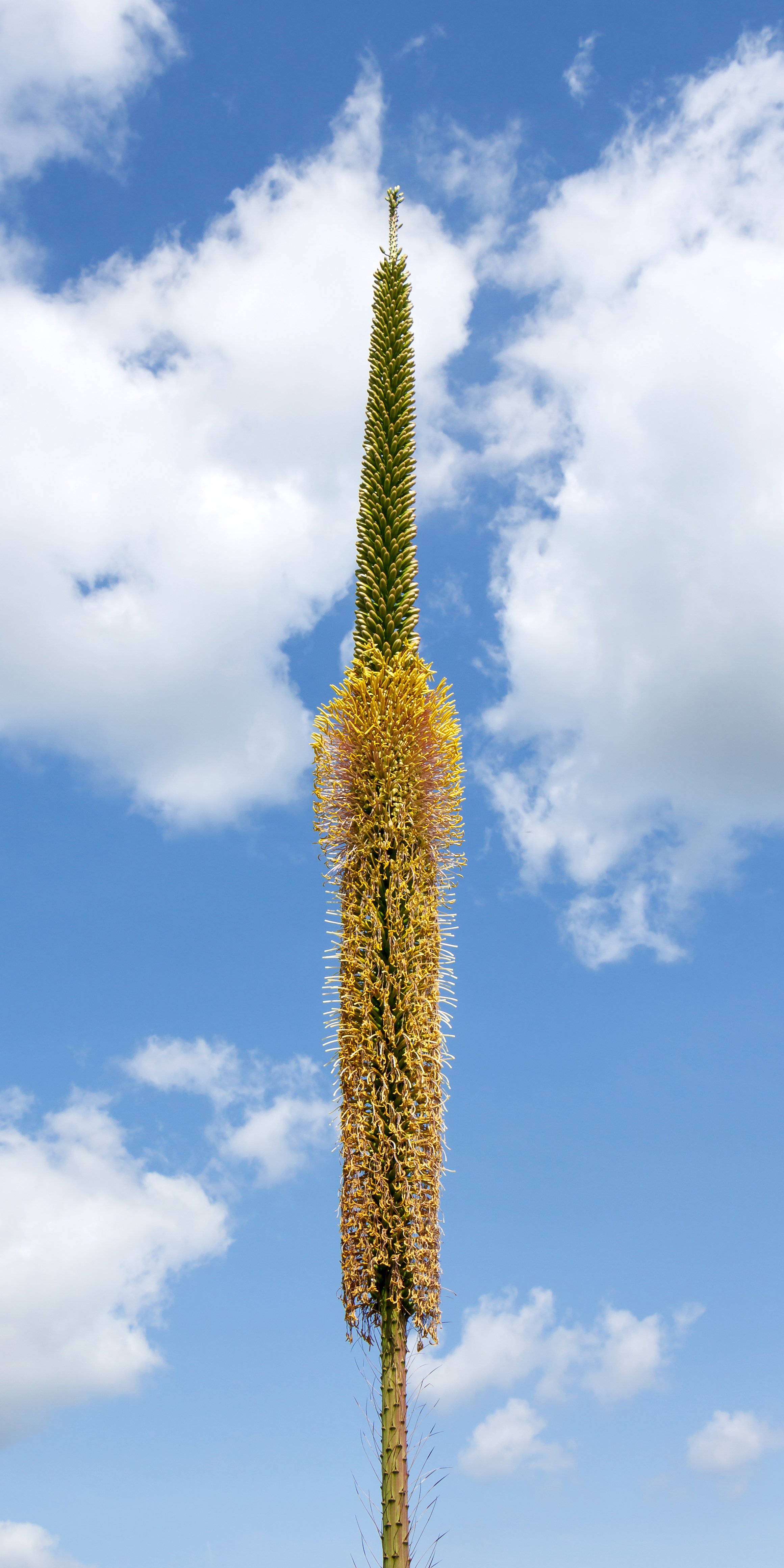
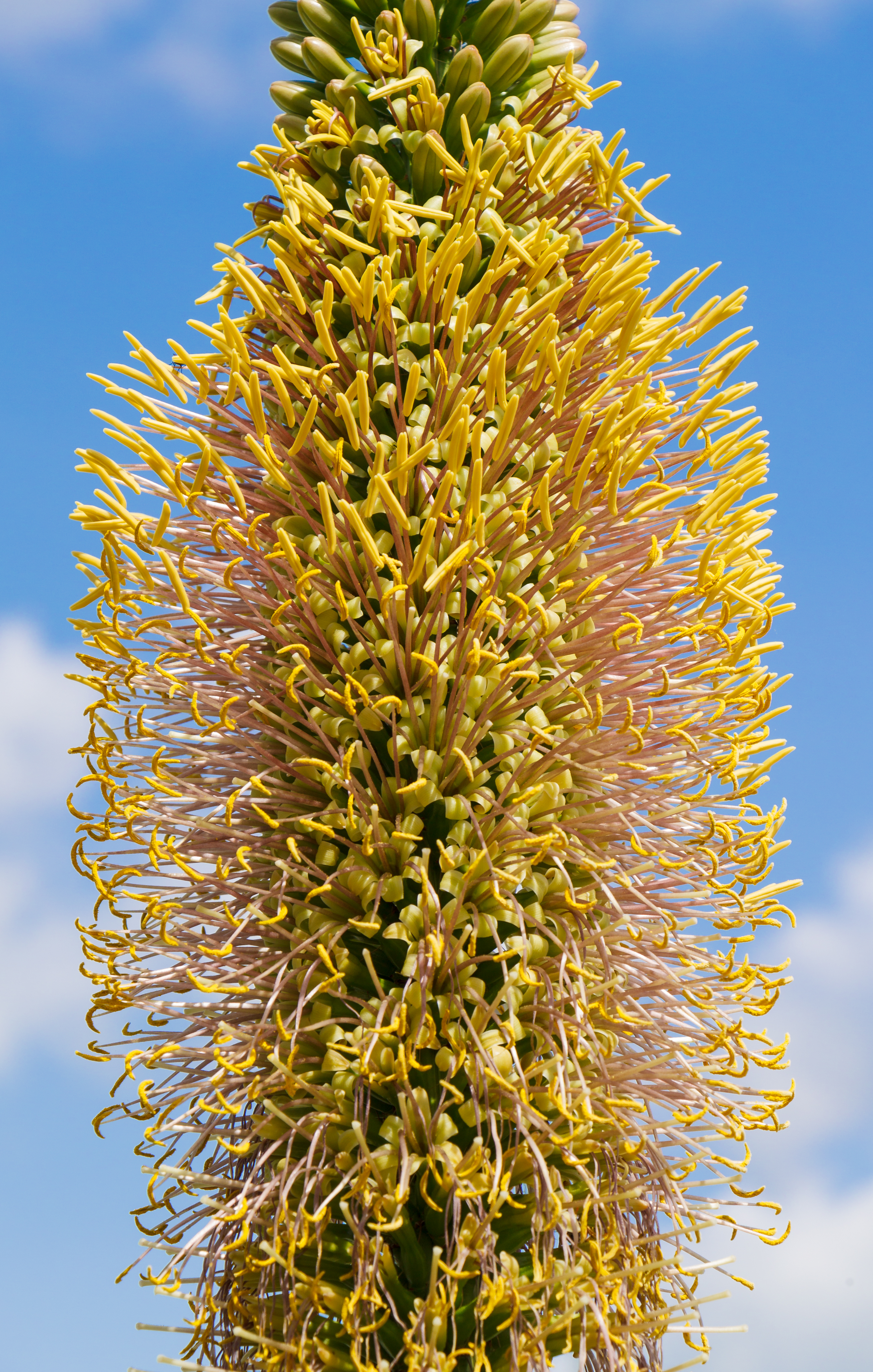